# نظارت استصوابی
بر اساس اصل ۹۹ قانون اساسی جمهوری اسلامی ایران:
شورای نگهبان نظارت بر انتخابات مجلس خبرگان رهبری، ریاست جمهوری، مجلس شورای اسلامی و مراجعه به آرای عمومی و همه‌پرسی را بر عهده دارد.
همچنین، بر اساس اصل ۹۸ قانون اساسی جمهوری اسلامی ایران:
تفسیر قانون اساسی به عهدهٔ شورای نگهبان است که با تصویب سه چهارم آنان انجام می‌شود.
اولین بار در انتخابات مجلس شورای اسلامی دور اول که حضور توده‌ای‌ها و نیروهای مجاهدین خلق پر رنگ گردید صلاحیت این افراد توسط فرماندار وقت تهران (مرحوم مصطفی طهرانی) مورد تأیید قرار نگرفت و برای تعیین و تکلیف نهایی از شورای نگهبان سؤال گردید و نهایتاً مورد تأیید شورا نیز قرار گرفت و این آغازی بر بحث نظارت استصوابی شورای نگهبان گردید.
در سال ۱۳۷۰ غلامرضا رضوانی، یکی از اعضای شورای نگهبان و رئیس هیئت مرکزی نظارت شورای نگهبان بر انتخابات، برای نخستین بار نظر تفسیریِ شورای نگهبان را دربارهٔ این اصل جویا شد، و محمد محمدی گیلانی، دبیر وقت شورای نگهبان، در پاسخ گفت: «نظارت مذکور در اصل ۹۹ قانون اساسی استصوابی است و شامل تمام مراحل اجرایی انتخابات از جمله تأیید و ردّ صلاحیتِ کاندیداها می‌شود.»

## انواع نظارت از نظر شورای نگهبان
از نظر شورای نگهبان سه نوع نظارت وجود دارد:
1. نظارت اِستِطلاعی که در آن هدف اطلاع و آگاهی ناظر است، چون اطلاع ناظر می‌تواند جلوی خلاف‌های بسیاری را بگیرد.[۴]
2. نظارت اِستِرجاعی که ارجاع به مرجع رسیدگی صلاحیت داری، مانند مرجع قضایی است.[۴]
3. نظارت اِستِصوابی که همراه با رأی نهایی است و قدرتی فراتر از نظارت به ناظرین می دهد.[۵]

شورای نگهبان در تفسیر «نظارت استصوابی» می‌گوید: «نظارت استصوابی نظارت درون‌گراست؛ یعنی در مواردی که نظارت به خودِ نهاد واگذار شده، آن نهاد خود در درونِ خودش عمل نظارت را انجام می‌دهد و این تفاوت دارد با مواردی که نظارت درون‌گرا نیست، به عنوان مثال، بازرسی کلّ کشور حالت نظارت برای قوهٔ قضائیه را دارد امّا درون‌نظارتی نیست؛ یعنی فقط می‌تواند آنچه را که دیده و تشخیص داده و به آن رسیده، به یک مرجع بیرون از خودش اطلاع دهد، امّا نظارت قوهٔ قضائیه نظارت درون‌گراست. بعضی به اشتباه تصور می‌کنند ماهیت نظارتِ قوه قضائیه همان نظارت سازمان بازرسی کل کشور است، در حالی که سازمان بازرسی کل کشور وسیلهٔ نظارت است و نظارتش نظارت استرجاعی؛ یعنی ارجاع به مراجع ذیصلاح است. اما نظارت در مورد قوّه قضائیه نظارت استصوابی است، برای اینکه مربوط به درونِ قوه است.» به زبان ساده‌تر، شورای نگهبان عقیده دارد نظارتش بر انتخابات یک نظارت درون‌گرا است؛ به این معنی که یک سازمان در حال نظارت بر کار خودش است و به همین دلیل از نوع نظارت استصوابی است.
نظارت استصوابی این شورا مبتنی بر نظر شورای نگهبان در مورد شایستگی یا ناشایستگی افراد برای تصدی پست‌هایی از جمله ریاست جمهوری، نمایندگی مجلس و عضویت در مجلس خبرگان رهبری است.
از میان اعضای ۱۲ نفرهٔ شورای نگهبان ۶ نفر فقیه آن مستقیماً توسط رهبر و ۶ نفر حقوقدان آن توسط رئیس قوه قضائیه که منصوب رهبر است به مجلس معرفی می‌شوند و با رای مجلس به اعضای شورای نگهبان می‌پیوندند. به همین دلیل، برخی معتقدند رهبر مسئول جهت‌گیری‌ها و عملکرد این شورا است.
نظارت استصوابی و اختیارات شورای نگهبان پیش از رهبری علی خامنه‌ای، در دوران رهبری روح‌الله خمینی، بدین شکل کنونی مطرح نبوده‌است و در دوران ریاست جمهوری علی خامنه‌ای نیز مطرح نشده بود. در اولین انتخابات دوران رهبری علی خامنه‌ای یعنی انتخابات میان دوره‌ای مجلس سوم، اعلام شد که صلاحیت افرادی که قصد شرکت در انتخابات دارند باید توسط شورای نگهبان تأیید گردد. این درحالی است که به نظر بسیاری، انتخابات‌های سال‌های اول انقلاب در زمان رهبری روح‌الله خمینی، بدون تأیید یا رد صلاحیت کاندیدها به این شکل برگزار گردید. در اولین انتخابات ریاست جمهوری و مجلس تمامی احزاب اعم از چپ، قوم‌گرا، ملی و مذهبی حضور داشتند. تنها مسعود رجوی به سبب رأی ندادن به قانون اساسی و رفراندوم جمهوری اسلامی امکان شرکت در انتخابات ریاست جمهوری اول را نیافت و جلال‌الدین فارسی نیز به دلیل وجود سؤالاتی در ملیتش ناچار به کناره‌گیری شد.
در قانون اساسی صراحتاً سخنی از نظارت استصوابیِ شورای نگهبان به میان نیامده است و حسین‌علی منتظری رئیس مجلس خبرگان تدوین قانون اساسی بارها تأکید کرده‌است که منظورِ نویسندگان قانون اساسی از نظارت شورای نگهبان بر انتخابات هرگز به معنای نظارت استصوابی کنونی نبوده‌است.
طبق تفسیر استصوابیِ نظارت بر انتخابات، شورای نگهبان این اختیار را داراست که در هر مرحله از روند انتخابات فردی را که واجد صلاحیت‌های سیاسی یا اعتقادی نمی‌داند از گردونهٔ رقابت حذف کند. این درحالی است که پیش از آن، دور اول نظارت و حذف در هیئت‌های نظارت و اجرایی انجام می‌پذیرد.
شورای نگهبان طبق مصوبهٔ سال ۱۳۷۴ مجلس پنجم (که اکثریت را در آن دوره محافظه‌کاران در اختیار داشتند) صاحب حق «نظارت استصوابی» شد و طبق تفسیری که اعضای این شورا از قانون مذکور ارائه می‌دهند، این شورا خود را به خاطر تصمیماتی که می‌گیرد در برابر هیچ نهادی پاسخگو نمی‌داند و نیازی به ارائهٔ مدرک برای تصمیم‌های خود ندارد.
اصلاح‌طلبان، با استناد به موادی از قانون اساسی که همهٔ نهادها را در برابر مردم یا نمایندگان آنها پاسخگو معرفی می‌کند، معتقدند شورای نگهبان از چنین حقی برخوردار نیست و باید برای تصمیمات خود، به‌ویژه در مواردی که صلاحیت نامزدهای انتخاباتی را رد می‌کند، دلایل کافی ارائه دهد.
بدین ترتیب، در برخی از انتخابات‌ها، مخالفان یا منتقدانِ نظام و بسیاری از نیروهای عضو گروه‌های چپ به دلایل مختلف از جمله نداشتنِ التزامِ عملی به اسلام یا ولایت فقیه رد صلاحیت شده‌اند.

### تلاش‌ها برای اصلاح این قانون
وزارت کشورِ دولت اصلاحات در سال ۱۳۸۱ برای رفع ابهام در تفسیر قانون انتخابات مصوب سال ۱۳۷۴، لایحهٔ تغییر قانون انتخابات را به مجلس ارائه کرد که طبق آن نظارت استصوابی حذف می‌شد و در صورت تصویب آن، شورای نگهبان حق نداشت بدون در اختیار داشتن مدارکی از دستگاه‌های مسئول — مانند وزارت اطلاعات، قوهٔ قضائیه و نیروی انتظامی — صلاحیت نامزدها را رد کند. مهدی کروبی، رئیس وقت مجلس شورای اسلامی، اِعمال «نظارت استصوابی» بر انتخابات از سوی شورای نگهبان را خلاف شرع و قانون معرفی کرده، آن را به «اهرم فشار» محافظه‌کاران تشبیه نمود. وی همچنین در ادامهٔ این گزارش مفصل استدلال می‌کند که طبق قانون اساسی، رهبر جمهوری اسلامی نیز در برابر نهادی چون مجلسِ خبرگان پاسخگو است؛ چگونه است که شورای نگهبان خود را در برابر هیچ نهادی پاسخگو نمی‌داند؟ این لایحه با مخالفت شدید محافظه‌کاران روبه‌رو شد و به تصویب نرسید.
مهدی کروبی بار دیگر در انتخابات ریاست جمهوری سال ۱۳۸۸ ضمن ابراز مخالفت با نظارت استصوابی به صراحت اعلام کرد خواستار تغییر این بخش از قانون اساسی است. میرحسین موسوی، دیگر کاندیدای آن انتخابات، نیز گفت: «اگر اکثریت مردم چیز دیگری را بخواهد، هر قانونی نیز از راه قانونی قابلیت تغییر دارد.»

### انتخابات مجلس هفتم
به‌نظر برخی، نظارت استصوابی در جریان انتخابات مجلس هفتم سخت‌گیرتر ظاهر شد. آیت الله علی خامنه‌ای در دیدار اعضای شورای نگهبان خواستار احراز صلاحیّت نامزدهای نمایندگی شد. (این موضوع برای اوّلین بار مطرح می‌شد). وی گفت: «دربارهٔ احراز صلاحیّت‌ها قبلاً با جناب آقای «جنّتی» و همچنین با بعضی از دوستان دیگر صحبت‌های متعدّدی داشته‌ایم. آنچه به ذهنم می‌رسد، این است که این وظیفهٔ شورای نگهبان است و قهراً باید صلاحیّت‌ها را احراز کند؛ همچنان‌که وظیفه وزارت کشور هم هست. کسی که داوطلب می‌شود تا وارد میدانی شود که شرایطی برای آن میدان هست و شما هم مسئول این گذرگاه هستید، طبیعی است که بایستی شرایط را در آن شخص احراز کنید.» شورای نگهبان نیز اعلام کرد که جز افرادی که به دلیل نداشتن صلاحیّت رد شده‌اند، افرادی که صلاحیّتشان برای این شورا محرز نشود هم امکان شرکت در انتخابات را ندارند. تنها در تهران از میان ۱۷۰۰ داوطلب ۸۹۰ نفر ردّ صلاحیت (یا عدم احراز صلاحیّت) شدند. در میان ردّ صلاحیّت شدگان، حدود نیمی از نمایندگان مجلس ششم قرار داشتند که صلاحیّتشان در دوره‌های پیش تأیید شده بود امّا در این دوره برخی از آنها به دلیل نداشتن التزام عملی به اسلام رد صلاحیّت شدند. نمایندگان بیش از یک ماه در مجلس تحصّن کردند و در پایان ضمن استعفای دسته‌جمعی طیّ نامه‌ای به آیت الله علی خامنه‌ای انتقاداتی از وی مطرح کردند. دولت خاتمی ابتدا با اکثریّت آرا (همه اعضای کابینه بجز علی شمخانی که به دلیل نظامی بودن نظری نداد) برگزار نکردنِ انتخابات با چنین صورتی را تصویب کردند، اما پس از دستور آیت الله خامنه‌ای انتخابات توسط دولت برگزار گردید. روزنامه‌ها از درج نامه نمایندگان منع شده و روزنامه شرق و روزنامه یاس نو به دلیل درج نامه توقیف گردیدند.

## نمونه‌های انتقاد نسبت به عملکرد شورای نگهبان
اکبر هاشمی رفسنجانی می‌نویسد «دکتر حبیبی، معاون اول رئیس‌جمهور و عضو حقوقدان شورای نگهبان آمد. از خطی برخوردکردن بخشی از اعضای شورای نگهبان در بررسی انتخابات اظهار نارضایتی کرد.»